# 华文行楷

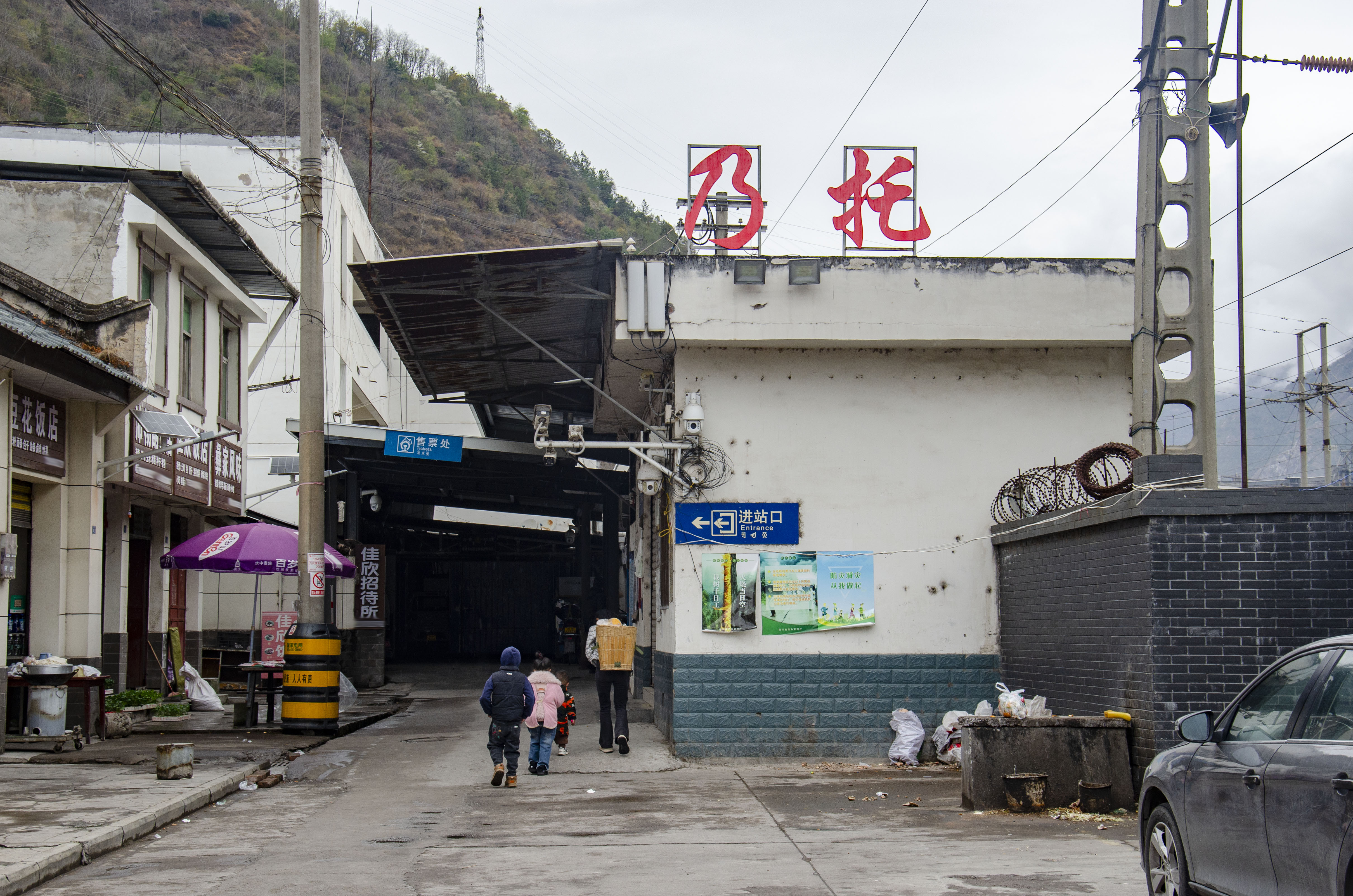
乃托站悬挂的华文行楷站名标

华文行楷是由中国常州华文印刷新技术有限公司（SinoType）制作的TrueType电脑字体，由书法家任政担任字模书写者。由于其最初随简体中文版Microsoft Office一同分发，又颇有美感，现已被应用于中国大陆各个领域。此外，上海字模一厂的行楷繁体字模由任政的弟子王寿甸所写。